# Massacre de Fès

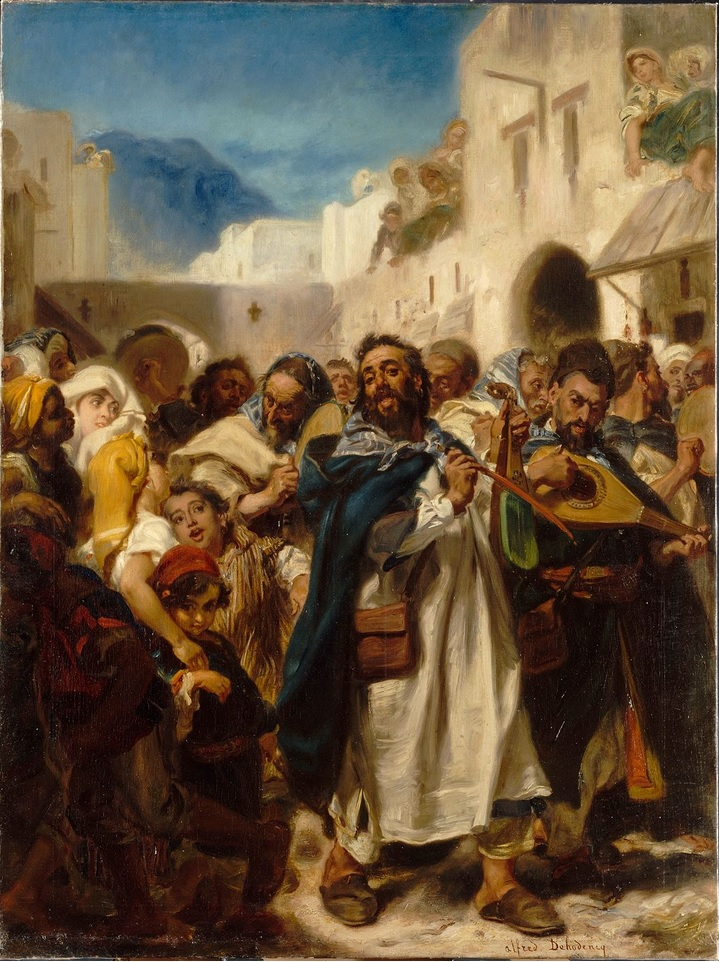
Fête juive à Tétouan, A. Dehodencq, 1865.

En 1033, après leur conquête de la ville de Fès dans l’actuel Maroc , les forces de Temim Ibn Ziri, chef musulman berbère des Zénètes ifrenides, perpètrent un massacre de Juifs.

## Contexte
Depuis un demi-siècle, la ville de Fès était revendiquée par différentes tribus berbères zénètes, celle des Meknassas, celle des Maghraouas et celles des ifrenides à la suite de la chute de la dynastie des Idrissides.

## Déroulement
Les forces de Tamim ont tué plus de six mille Juifs. Ils ont spolié leurs biens et ont réduit en esclavage les femmes juives de la ville. Les meurtres ont eu lieu durant le mois de Joumada al-akhira 424 AH (Mai-Juin 1033 après J.C.). Ce massacre de grande envergure a été appelé « pogrom » par certains auteurs récents.
Durant la période de 1038 à 1040, la tribu des Maghraouas, à l'aide de milices juives, a reconquis Fès, forçant Tamim à fuir à Salé.